# Coppa del Generalissimo 1969 (hockey su pista)
La Coppa del Generalissimo 1969 è stata la 26ª edizione della principale coppa nazionale spagnola di hockey su pista. Il torneo ha avuto luogo dal 30 maggio al 1º giugno 1969.
Il trofeo è stato vinto dal Voltregà per la terza volta nella sua storia superando in finale il Barcellona. Con la vittoria nel torneo il Voltregà si qualificò alla Coppa dei Campioni 1969-1970.

## Squadre partecipanti
- Barcellona
- Cibeles
- Femsa Madrid
- Montemar
- Noia
- Pilaristas
- Vilanova
- Voltregà

## Risultati

### Quarti di finale
| Squadra 1      | Risultato | Squadra 2    |
| -------------- | --------- | ------------ |
| 30 maggio 1969 |           |              |
| Barcellona     | 2 - 0     | Montemar     |
| Cibeles        | 3 - 2     | Femsa Madrid |
| Noia           | 5 - 2     | Pilaristas   |
| Vilanova       | 3 - 4     | Voltregà     |

### Semifinali
| Squadra 1      | Risultato | Squadra 2 |
| -------------- | --------- | --------- |
| 31 maggio 1969 |           |           |
| Barcellona     | 3 - 1     | Cibeles   |
| Noia           | 1 - 2     | Voltregà  |

### Finale
| Sant Carles de la Ràpita 1º giugno 1969 | Barcellona | 1 – 4 | Voltregà |  |